# Сибрук, Уильям
Уи́льям Бю́лер Си́брук (англ. William Buehler Seabrook; 22 февраля 1884, Уэстминстер, Мэриленд, США — 20 сентября 1945, Нью-Йорк, США) — американский оккультист, исследователь магии, путешественник, журналист, писатель.

## Биография
Сибрук родился в Уэстминстере, штат Мэриленд. Он начал свою карьеру в качестве репортёра и редактора в ежедневной газете The Augusta Chronicle. Позже он стал партнёром в рекламном агентстве в Атланте.

### Ранние годы
В 1915 году участвовал в Первой мировой войне в составе Американской полевой службы Сухопутных войск Франции, где был отравлен газом под Верденом в 1916 году, а затем был награждён Военным крестом.
В следующем году он был назначен на должность корреспондента Нью-Йорк таймс, кроме того, его книги были опубликованы в популярных журналах, включая Cosmopolitan, Reader’s Digest и Vanity Fair.
Около 1920 года, английский оккультист Алистер Кроули провёл неделю с Сибруком на его ферме. После этого Сибрук изложил некоторые свои взгляды на магию, основанные на опыте и экспериментальных фактах, в книге «Колдовство: его власть в современном мире»
В 1924 году он отправился в Аравию и был радушно принят в различных племенах бедуинов и курдов-езидов. Его рассказ о путешествиях под названием «Приключения в Аравии: среди бедуинов, друзов и дервишей» был опубликован в 1927 году и был достаточно успешным, чтобы позволить ему совершить поездку в Гаити, где он проявлял интерес к вуду и культу смерти, которые подробно были описаны в его книге «Остров магии», главным героем которой стал король острова Гонад, сержант морской пехоты США польского происхождения Фостин II.
Хотя Сибрук был на протяжении всей жизни увлечён оккультными практиками сатанизма и колдовства, и он своими глазами видел их проявления как в странах третьего мира, так и в Лондоне, Париже и Нью-Йорке, позднее он решил, что не видел ничего из того, что не имело бы рационального научного объяснения. Эту теорию он подробно изложил в книге «Колдовство: его власть в современном мире» (1940). В книге «Доктор Вуд: Современный чародей физической лаборатории» Сибрук описывает, как Роберт Вуд разоблачал некоторые демонстрации «сверхъестественных» явлений.

### Каннибализм
Сибрук отправился в поездку в Западную Африку, к живущим там племенам каннибалов. Он попросил вождя попробовать описать, каково человеческое мясо на вкус, но тот не смог удовлетворить любопытство Сибрука. Позднее Сибрук имел возможность попробовать человечину лично. Около 1931 года Сибрук раздобыл для своих исследований у студента-медика из Сорбонны кусок тела здорового человека, погибшего от несчастного случая, приготовил и съел его. В книге «Путями джунглей» Сибрук писал: 
«По вкусу это напоминало хорошую телятину, не от самого молодого телёнка, но и не говядину. Это в точности соответствует указанному описанию, и не похоже на другие виды мяса, которые мне когда-либо приходилось есть. Думаю, человек с нормальным восприятием не смог бы отличить его от обычной телятины. Этот кусок мяса обладал мягким вкусом без какой-либо остроты или специфических характеристик, как например, у козлятины или свинины. Кусок был немного более жёстким, чем нормальная телятина, немного волокнистым, но не слишком, чтобы не быть пригодным в пищу. Поджаренный кусок, из середины которого я сделал срез и съел его, по цвету, фактуре, запаху и вкусу укрепил мою уверенность, что из всех привычных нам видов мяса телятина является наиболее близким аналогом.»Оригинальный текст (англ.)It was like good, fully developed veal, not young, but not yet beef. It was very definitely like that, and it was not like any other meat I had ever tasted. It was so nearly like good, fully developed veal that I think no person with a palate of ordinary, normal sensitiveness could distinguish it from veal. It was mild, good meat with no other sharply defined or highly characteristic taste such as for instance, goat, high game, and pork have. The steak was slightly tougher than prime veal, a little stringy, but not too tough or stringy to be agreeably edible. The roast, from which I cut and ate a central slice, was tender, and in color, texture, smell as well as taste, strengthened my certainty that of all the meats we habitually know, veal is the one meat to which this meat is accurately comparable.

### Дальнейшая жизнь
В декабре 1933 года Сибрук по собственному желанию и с помощью кого-то из своих друзей был помещён в психиатрическую больницу в округе Уэстчестер, штат Нью-Йорк, для лечения острого алкоголизма. Он оставался в больнице до следующего июля, и в 1935 году опубликовал отчёт о своем опыте, написанный так, как будто это было не более чем ещё одной иностранной поездкой. Книга «Убежище» стала ещё одним бестселлером. В предисловии он не преминул заявить, что в его книге не было вымысла.
Он женился на Марджори Мьюир Уортингтон во Франции в 1935 году, после того как они вернулись из поездки в Африку, в которой Сибрук набирал материал для книги. Из-за алкоголизма и склонности Сибрука к садизму они развелись в 1941 году. Позже она написала биографию, «Странный мир Вилли Сибрука», которая была опубликована в 1966 году.

### Смерть
Он совершил самоубийство, приняв смертельную дозу наркотиков 20 сентября 1945 года в Райнбеке (англ. Rhinebeck), штат Нью-Йорк.

## Книги
- 1917 : Diary of Section VIII / Дневник сектора VIII (Diary of section VIII. [Boston] Priv. print. [T. Todd co.] 1917. 94 p.)
- 1927 : Adventures in Arabia / Приключения в Аравии
- 1929 : The Magic Island / Остров магии (The Magic Island. Courier Dover Publications, 2016. 432 p.)
- 1930 : Jungle Ways / Пути джунглей
- 1933 : Air Adventure / Воздух приключений
- 1934 : The White Monk of Timbuctoo / Белый монах Тимбукту
- 1935 : Asylum / Убежище
- 1938 : These Foreigners: Americans All / Эти иностранцы: все американцы (Americans All. Read Books Ltd, 2013. 290 p.)
- 1940 : Witchcraft: Its Power in the World Today / Колдовство: его власть в современном мире
- 1941 : Doctor Wood: Modern Wizard of the Laboratory[англ.] / Доктор Вуд: Современный лабораторный чародей.
- 1942 : No Hiding Place: An Autobiography / Не укрыться: Автобиография

издания на русском языке
- Роберт Вильямс Вуд. Современный чародей физической лаборатории / пер. с англ. В. С. Вавилов, под ред. акад. С. И. Вавилова. М.: Л.: ОГИЗ. Гос. изд. технико-теоретической литературы, 1946

### Рассказы
- 1921 Wow!